# حیدرآباد (تیران و کرون)
حیدرآباد روستایی در دهستان رضوانیه بخش مرکزی شهرستان تیران و کرون استان اصفهان ایران است.

## جمعیت
بر پایه سرشماری عمومی نفوس و مسکن در سال ۱۳۹۵ این روستا بدون جمعیت بوده‌است.